# Haplophaedia assimilis
Calçadinho-esverdeado-do-sul ou calçudo-de-patas-ruivas (Haplophaedia assimilis) é uma espécie de ave da família Trochilidae (beija-flores).
Pode ser encontrada nos seguintes países: Bolívia e Peru.
Os seus habitats naturais são: regiões subtropicais ou tropicais húmidas de alta altitude e florestas secundárias altamente degradadas.